# Eva Mora
Eva Mora Martín (Madrid, 21 de octubre de 1974) es una periodista española. Del mismo modo, fue una de las creadoras del Benidorm Fest junto a María Eizaguirre.

## Trayectoria
Se licenció en Periodismo en la Universidad Carlos III de Madrid (1998-2002) y en Ciencias Políticas en la especialidad de Relaciones Internacionales en la Facultad de Ciencias Políticas y Sociología (Universidad Complutense de Madrid) (1994-1999). Posee además, un máster de Radio por la Universidad Complutense de Madrid y RNE y el Certificado de Aptitud Pedagógica. También realizó cursos de especialización en televisión en el Instituto RTVE: presentación, guion, realización de reportajes y documentales, Avid y teleperiodismo y otros cursos de especialización en redacción para radio y prensa, como el de Locución y Doblaje. Por último, realizó un Doctorado en Periodismo "Comunicación de masas: Información y Propaganda" en la Universidad Complutense de Madrid.
Inicia su trayectoria profesional en 2000, donde es reportera, locutora y editora de programas en Onda IMEFE hasta 2001. Entre 2000 y 2004, trabaja en la Editorial SM donde es colaboradora multimedia en las áreas de Cultura y Televisión.
En 2001 pasa a trabajar en RTVE, como redactora en Informe semanal. A finales de 2001 es redactora y reportera en CNN+ y redactora de cincodias.com. En 2003 pasó a formar parte del equipo de los Servicios Informativos de RNE, trabajando en el área de Local. Y entre 2003 y 2005 trabajó en el área de Internacional de los Servicios Informativos de TVE en el Canal 24 horas, Telediario Matinal y TVE Internacional.
En 2005 dejó por un tiempo RTVE para ser parte del equipo de Telemadrid en Mi cámara y yo y Madrileños por el mundo. Tras obtener plaza fija por convocatoria pública, en mayo de 2008 regresó a RTVE, para trabajar como redactora para los Telediarios de Televisión Española y en los programas La mañana, En familia y +Gente y en Nómadas de RNE. 
Realizó las coberturas para TVE del Festival de la Canción de Eurovisión desde 2012 a 2016 y de la Cabalgata de Reyes Magos. Más tarde, en mayo de 2020 fue elegida para comentar junto a Tony Aguilar el programa especial Eurovision: Europe Shine a Light. En noviembre de ese mismo año, fue una de las comentaristas de la edición número 18 del Festival de la Canción de Eurovisión Junior.
Desde noviembre de 2018 hasta agosto de 2021, es reportera del Canal 24 horas, donde entre otros trabajos, destacaron sus coberturas durante la pandemia de COVID-19.
Desde agosto de 2021 a mayo de 2023 es jefa de la Delegación Española en el Festival de Eurovisión. En su primer año en el cargo sacó adelante el Benidorm Fest, un nuevo formato que se ha asentado como preselección española de cara al certamen europeo. Fue la jefa de delegación de las ediciones de 2022 y 2023 que se encargó de las participaciones de Chanel terrero y Blanca Paloma como representantes de España en sus respectivos años obteniendo en su primer año de jefa de delegación un 3° puesto con 459 puntos siendo el mejor resultado de España en Eurovisión de los últimos 27 años y al año siguiente un 17° puesto con 100 puntos.  
En mayo de 2022 fue galardonada con la Antena de Plata en la vigésimo octava edición de estos premios.
En mayo de 2023 fue sustituida por Ana María Bordas.
En 2024 ha publicado el libro "Spain... 12 points". 
Actualmente trabaja en el Área de Entretenimiento de TVE.

## Premios
- Premio "Palabras para la Igualdad" en la III edición de los Premios Lena Madesin Philips.[8]
- Premio de la Academia de Televisión al Mejor Programa Informativo: Mi cámara y yo (premio colectivo).
- Premio Ondas al Mejor Programa: Madrileños por el mundo (premio colectivo).
- Premio Tiflos de Periodismo 2012 en la categoría de radio: Nómadas de RNE (premio colectivo).[9]
- Premio Antena de Plata 2022 en su XXVIII edición.[10]
- Mención Especial del Jurado Ondas 2023, el Premio Iris 2023 y el Premio en el FesTVal de Vitoria 2022 y 2023 por Benidorm Fest